# Wojciech Fiwek
Wojciech Fiwek, właściwie Jerzy Wojciech Fiwek (ur. 7 kwietnia 1924 w Łodzi, zm. 6 marca 2020 tamże) – polski reżyser i scenarzysta filmowy.

## Życiorys
Od 1950 roku pracował jako asystent reżysera i operatora w Wytwórni Filmów Oświatowych w Łodzi. W latach 1956–1959 studiował na Zaocznych Studiach Operatorskich PWSTiF w Łodzi. Jako samodzielny twórca zadebiutował filmem oświatowym w 1954 roku. Zrealizował ponad 30 filmów dokumentalnych. Był także reżyserem kilku filmów fabularnych i dwóch seriali dla młodzieży, których akcja dzieje się zwykle w Łodzi. Wspólnie z Konradem Frejdlichem napisał trzy powieści dla młodzieży: Siedem stron świata, Tam było inne słońce, Jeśli serce masz bijące.
Został pochowany w części komunalnej cmentarza Doły.

## Filmografia
- 1970: Ewa + Ewa
- 1971: Antek
- 1971: Szansa Pigmeja
- 1972: Gruby (serial TV)
- 1975: Siedem stron świata (serial TV; reż. wspólnie z Tadeuszem Junakiem)
- 1977: Józia
- 1978: Pogrzeb świerszcza
- 1980: Jeśli serce masz bijące
- 1981: Czerwone węże
- 1985: Zielone kasztany

## Odznaczenia
- Krzyż Kawalerski Order Odrodzenia Polski (1980)[3]
- Złoty Krzyż Zasługi (1978)[3]
- Brązowy Krzyż Zasługi (1954)[3]
- Odznaka „Zasłużony Działacz Kultury” (1966)[3]
- Medal Komisji Edukacji Narodowej (1976)[3]
- Złoty Medal „Zasłużony Kulturze Gloria Artis” (2019)[3]